# Ognica (wzniesienie)
Ognica – wzniesienie o wysokości 40,4 m n.p.m. na Wybrzeżu Koszalińskim, położone w województwie pomorskim, w powiecie słupskim, w gminie Ustka.
Ok. 0,3 km na południe leży wieś Modlinek.
W 1949 roku wprowadzono urzędowo nazwę Modelska Góra, zastępując poprzednią niemiecką nazwę Muddel-Berg.